# Zygonyx ilia
Zygonyx ilia är en trollsländeart som beskrevs av Friedrich Ris 1912. Zygonyx ilia ingår i släktet Zygonyx och familjen segeltrollsländor. IUCN kategoriserar arten globalt som otillräckligt studerad. Inga underarter finns listade i Catalogue of Life.